# Rheocricotopus pantanalensis
Rheocricotopus pantanalensis är en tvåvingeart som först beskrevs av Andersen och Kyerematen 2001.  Rheocricotopus pantanalensis ingår i släktet Rheocricotopus och familjen fjädermyggor. Inga underarter finns listade i Catalogue of Life.